# Borsodi
El Borsodi (o Borsodi Sör) es una de las cervezas más conocidas de Hungría. Su nombre significa De Borsod. Borsod fue un condado (vármegye) de Hungría, ahora forma parte del condado Borsod-Abaúj-Zemplén.
Esta cerveza se produce desde 1973, la fábrica se encuentra en una localidad llamada Bőcs. El tipo original del Borsodi (cuyo nombre antiguo fue Borsodi Világos) contiene 4.5% alcohol. En 1983 fue introducido el Borsodi Póló sin alcohol y en 2003 el Borsodi Bivaly ("Borsodi Búfalo (de agua)"), que está más fuerte que el original (6,5%).